# Physetica longstaffii
Physetica longstaffii är en fjärilsart som beskrevs av Gordon J. Howes 1911. Physetica longstaffii ingår i släktet Physetica och familjen nattflyn. Inga underarter finns listade i Catalogue of Life.